# Pagórnik
Pagórnik (Bunomys) – rodzaj ssaków z podrodziny myszy (Murinae) w obrębie rodziny myszowatych (Muridae).

## Rozmieszczenie geograficzne
Rodzaj obejmuje gatunki występujące endemicznie na Celebesie.

## Morfologia
Długość ciała (bez ogona) 97–242 mm, długość ogona 90–205 mm, długość ucha 17–30 mm, długość tylnej stopy 31–45 mm; masa ciała 55–222 g.

## Systematyka
Rodzaj zdefiniował w 1910 roku angielski zoolog Oldfield Thomas w artykule zatytułowanym „Nowe rodzaje Muridae z Australazji”, opublikowanym w czasopiśmie The Annals and magazine of natural history. Gatunkiem typowym jest (oryginalne oznaczenie) pagórnik rajski (B. coelestis). 

### Etymologia
Bunomys: gr. βουνος bounos ‘wzgórze, pagórek’; μυς mus, μυος muos ‘mysz’.

### Podział systematyczny
Do rodzaju należą następujące gatunki:
| Grafika | Gatunek              | Autor i rok opisu               | Nazwa zwyczajowa    | Podgatunki         | Rozmieszczenie geograficzne | Podstawowe wymiary                                | Status IUCN |
| ------- | -------------------- | ------------------------------- | ------------------- | ------------------ | --- | ------------------------------------------------- | ----------- |
|         | Bunomys karokophilus | Musser, 2014                    |                     | gatunek monotypowy | zachodnio-środkowy blok górski środkowej części wyspy; prawdopodobnie szeroko rozprzestrzeniony; zakres wysokości: 825–1150 m n.p.m. | DC: 15–19 cm DO: 13,5–20 cm MC: 95–175 g          | VU          |
|         | Bunomys andrewsi     | (J.A. Allen, 1911)              | pagórnik dżunglowy  | gatunek monotypowy | środkowa i południowa część wyspy w pobliży wyspy Buton; zakres wysokości: do 1400 m n.p.m.                                          | DC: 13,7–19,5 cm DO: 11–16,7 cm MC: 95–222 g      | LC          |
|         | Bunomys penitus      | (G.S. Miller & Hollister, 1921) | pagórnik górski     | gatunek monotypowy | zachodnio-środkowe jądro i południowo-wschodnia półwyspowa część wyspy; zakres wysokości: 1500–2000 m n.p.m.                         | DC: 15,5–24 cm DO: 13,8–19 cm MC: 95–170 g        | LC          |
|         | Bunomys torajae      | Musser, 2014                    |                     | gatunek monotypowy | zachodnio-środkowa część wyspy (góra Gandangdewata, Pegunungan Quarles); zakres wysokości: 2500–2600 m n.p.m.                        | DC: 15,6–17,5 cm DO: 16–17 cm MC: 98–128 g        | NT          |
|         | Bunomys prolatus     | Musser, 1991                    | pagórnik długogłowy | gatunek monotypowy | wschodnio-środkowa część wyspy (góra Tambusisi); zakres wysokości: około 1830 m n.p.m.                                               | DC: 15,6–17,9 cm DO: 12,5–14,2 cm MC: brak danych | VU          |
|         | Bunomys chrysocomus  | (B. Hoffmann, 1887)             | pagórnik żółtowłosy | gatunek monotypowy | cały obszar wyspy; zakres wysokości: 250–2200 m n.p.m.                                                                               | DC: 9,7–18 cm DO: 9–18 cm MC: 55–135 g            | LC          |
|         | Bunomys coelestis    | (O. Thomas, 1896)               | pagórnik rajski     | gatunek monotypowy | południowo-zachodnia część wyspy (góra Lompobatang); zakres wysokości: 1800–2500 m n.p.m.                                            | DC: 14,7–17,9 cm DO: 13,6–16,5 cm MC: brak danych | EN          |

Kategorie IUCN:  LC  – gatunek najmniejszej troski,  NT  – gatunek bliski zagrożenia,  VU  – gatunek narażony,  EN  – gatunek zagrożony.